# Christoph Kirschbaum
Christoph Kirschbaum (* 1958 in Düsseldorf) ist ein deutscher Gitarrist und Komponist.

## Werdegang
Kirschbaum studierte nach dem Abitur, das er am Mettmanner Heinrich-Heine-Gymnasium 1977 absolvierte, Gitarre bei Maritta Kersting an der Robert Schumann Hochschule  in Düsseldorf. 1986 schloss er sein Studium mit dem Konzertexamen ab. 1994 gründete Kirschbaum seinen eigenen Musikverlag und veröffentlicht seither eigene Kompositionen und didaktische Literatur. Deutschlandweit bekannt wurde er mit seinen Kinderliedern, die unter anderem von Schlagersängerin Andrea Berg gesungen wurden. Neben seiner Tätigkeit als Komponist lehrt Kirschbaum an der Musikschule in Mettmann.

## Diskografie

### Alben
- 1993: Ich sag' dir was
- 1994: Zirkus Tralala
- 1996: Schulewunderland
- 1997: Fröhliche Weihnachtszeit
- 2007: Saitenweisen
- 2009: Tanz der Lichter
- 2015: Movements

### Singles
- 2004: Neanderthal-Lied

### Musical
- 1999: Neanderthal